# Archäologisches Zentrum Hitzacker

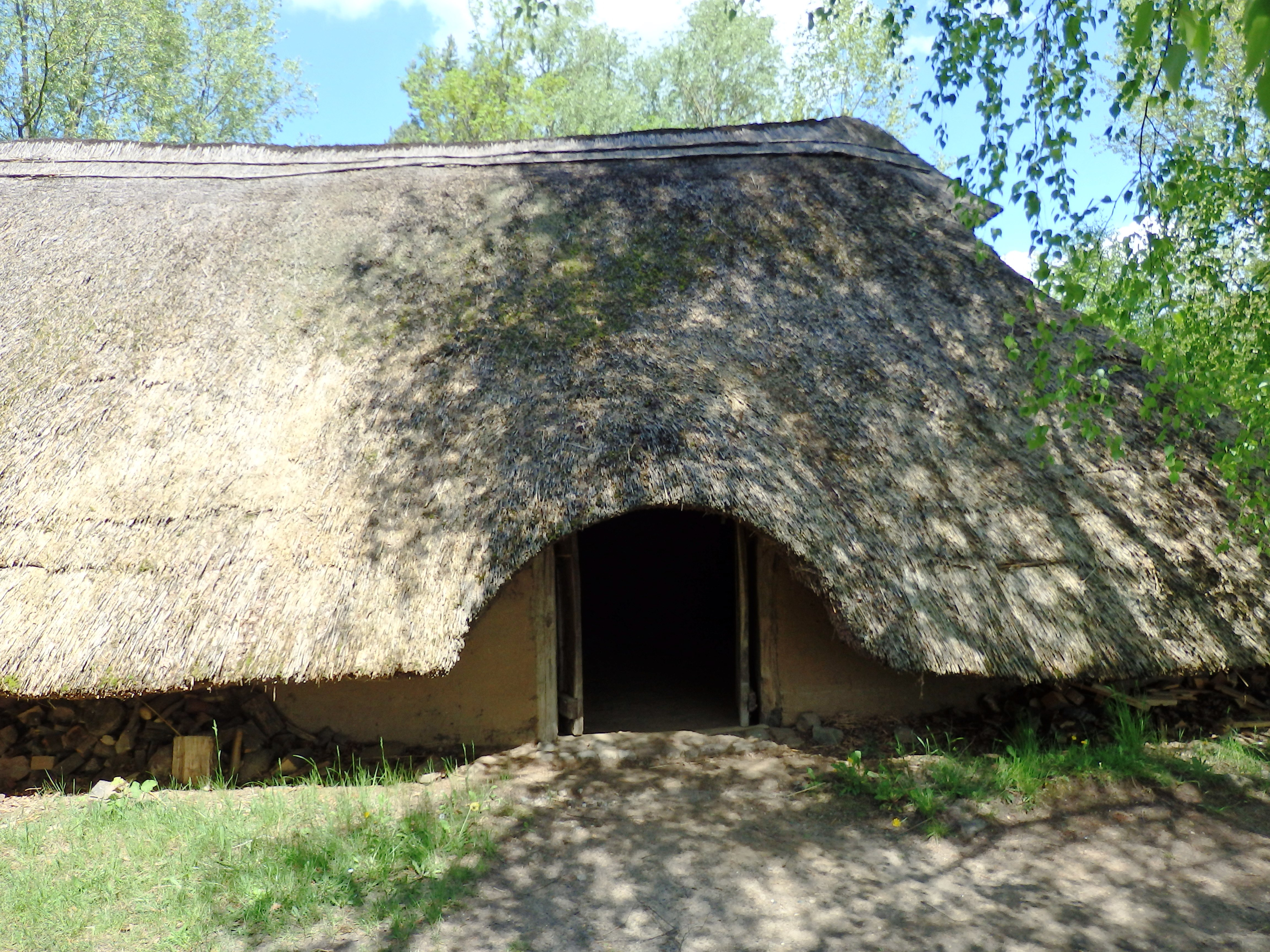
Eingang in Langhaus I im Archäologischen Zentrum Hitzacker

Das Archäologische Zentrum Hitzacker ist ein archäologisches Freilichtmuseum in Hitzacker in Niedersachsen. Der Schwerpunkt des Museums liegt auf der Darstellung bronzezeitlicher Siedlungsweisen.

## Beschreibung

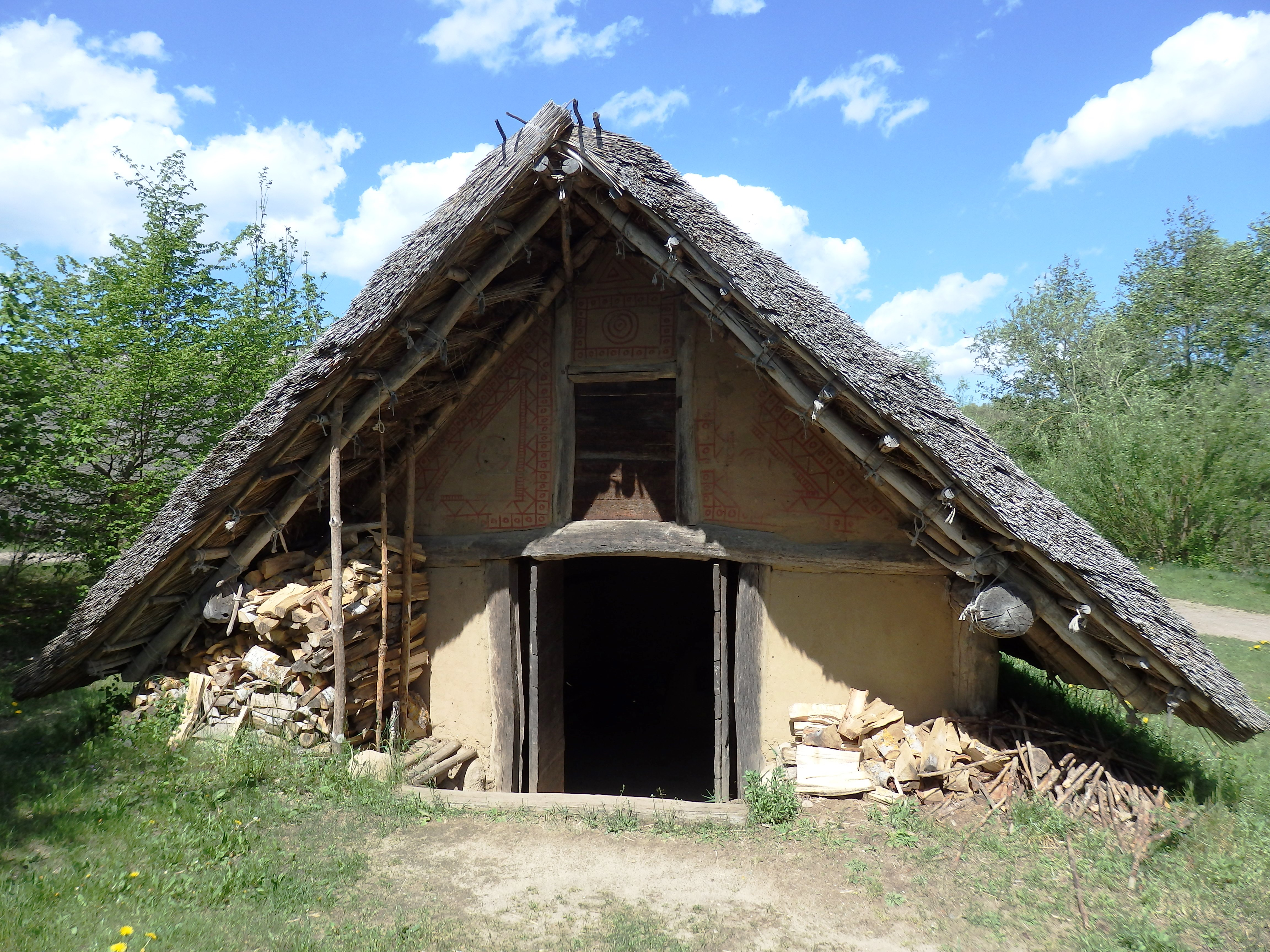
Grubenhaus im Archäologischen Zentrum Hitzacker

Das Museum umfasst auf 15.000 m² Fläche in 40 archäologischen Stationen drei rekonstruierte Wohnstallhäuser (Langhäuser), eine Totenhütte und ein Grubenhaus, wie sie aus den örtlichen archäologischen Funden nachgewiesen wurden. Die Wohnhäuser werden durch verschiedene Einrichtungen des häuslichen und handwerklichen Alltags ergänzt. Eines der Langhäuser beherbergt eine Ausstellung zu den wichtigen Lebensbereichen der Bronzezeit vor 3000 Jahren. Anhand einer im Jahre 2008 abgebrannten und stehengebliebenen Ruine eines weiteren Langhauses, soll erforscht werden, welche Spuren sich bei archäologischen Ausgrabungen nachweisen lassen, nachdem die Natur die Befunde langsam zerstört. Das Museum bietet den Besuchern ein vielfältiges Angebot an historischen Aktionen wie beispielsweise der Herstellung von Werkzeugen aus Feuerstein, dem Bronzeguss, Brotbacken, Feuerschlagen, Spinnen oder Weben, einem Töpferofen, der Herstellung und Verwendung von Pech und der Lagerung und Haltbarmachung von Lebensmitteln durch Vorratsgruben und Räuchern sowie moderne Aktionen zum Mitmachen und Ausprobieren.

## Geschichte
1969 wurden bei Bauarbeiten am Hitzacker See erste archäologische Funde von Keramikscherben und Hausgrundrissen gemacht. In den 1970er und 1980er Jahren erfolgten verschiedene Grabungskampagnen planmäßige archäologische Ausgrabungen auf dem Areal, da der weitere Ausbau des Sees und einer Bundesstraße die Bodendenkmäler gefährdeten. Die Ausgrabungen erbrachten weitere Funde und Hausgrundrisse. Dabei wurde festgestellt, dass das Areal seit der Jungsteinzeit etwa ab 2.200 v. Chr. bis ins 7. Jahrhundert v. Chr. und ein weiteres Mal in der slawischen Zeit (ab dem 8. Jahrhundert nach Christus) dicht besiedelt war. Im Jahre 1990 wurde aufgrund der Bedeutung der Funde das Archäologische Zentrum Hitzacker als Freilichtmuseum gegründet und das 16 Hektar große umgebende Gelände als Grabungsschutzgebiet ausgewiesen. Betreut wurde das Museum durch die Kreisarchäologie Lüchow-Dannenberg und dem Förderverein Archäologisches Zentrum Hitzacker e.V. Seit 2006 befindet es sich in der Trägerschaft der Stadt Hitzacker (Elbe).
Das Freilichtmuseum ist ein von der Samtgemeinde Elbtalaue anerkannter Ort für standesamtliche Trauungen, die vom Museum mit einem Rahmenprogramm begleitet werden.